# North Princeton Developmental Center
Le North Princeton Developmental Center, anciennement New Jersey State Village for Epileptics, est un établissement médical fondé en 1892 à Skillman dans le township de Montgomery (en), comté de Somerset dans le New Jersey, et fermé en 1998. Il accueille au cours de son histoire nombre d'institutions de santé mentale parmi lesquelles le New Jersey Neuropsychiatric Institute. En 2011, l'ancien village médical autonome est démoli pour être remplacé par un County Park. 

## Histoire

### New Jersey State Village for Epileptics
L'établissement voit le jour en 1898 à l'instigation du gouverneur Foster McGowan Voorhees (en) sur le domaine de la ferme de Mapplewood à Skillman. Destiné à mettre fin au placement des épileptiques dans des asiles malsains et à l'environnement hostile, le New Jersey State Village for Epileptics offre à ces patients une atmosphère beaucoup plus décente et favorable à leur épanouissement. La première maison du domaine, un manoir de vingt pièces qui deviendra la surintendance, reçoit huit résidents la première année. Le State Village est conçu pour être complètement autonome avec des installations éducatives et médicales, un théâtre, une ferme entièrement fonctionnelle, des logements, une caserne de pompiers, une installation de traitement de l'eau, une décharge et même une centrale électrique. Le parc est dessiné par l'architecte-paysagiste Charles Wellford Leavitt (en). Conçu pour recevoir autour de 2 000 personnes, il accueillera un maximum de 1 600 résidents dans les années 1940 et 1950. L'institution est considérée comme exemplaire et progressiste dans le traitement de l'épilepsie,.
Au cours des dernières années, à l'époque de la Grande Dépression et de la Seconde Guerre mondiale, le Village souffre de difficultés financières entraînant une insuffisance de personnel et un surpeuplement des installations. L'état lugubre de l'institution durant cette période lui vaut le surnom de The Snake Pit of New Jersey.
Avec l'avènement de nouveaux médicaments sur ordonnance à la fin des années 1940, le Village devient obsolète. Au début des années 1950, à l'aide de ces nouveaux médicaments, bon nombre des résidents se réinsèrent plus facilement dans la société.

### New Jersey Neuropsychiatric Institute

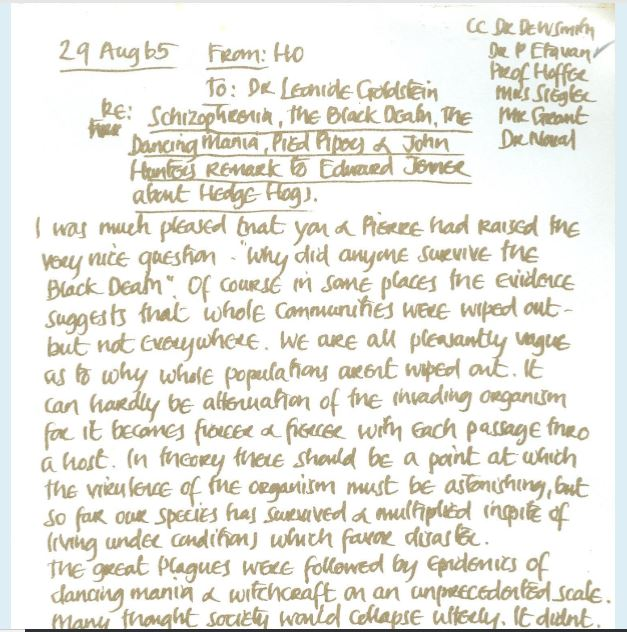
Lettre d'Humphry Osmond de 1965

En 1953, l'installation est transformée en New Jersey Neuro-Psychiatric Institute. Cette nouvelle institution se consacre à la recherche et au traitement d'alcooliques, de toxicomanes, de personnes atteintes de paralysie cérébrale et d'enfants émotionnellement perturbés. L'institut est dirigé par Nolan D. C. Lewis rejoint par Humphry Osmondet par le pharmacologue Carl Pfeiffer qui dirige le département de pharmacologie avec le concours de Léonide Goldstein.
Parmi les neurologues qui réalisent des travaux de recherche au cours de son quart de siècle d'existence, Léonide Goldstein applique l'électroencéphalographie quantitative en neuropharmacologie et en psychiatrie au sein du NJNPI, où Pierre Etevenon devient son collaborateur en 1966 après une formation postdoctorale auprès de lui en 1965. Pierre Etevenon publie ensuite les résultats trouvés à Princeton des changements de latéralité cérébrale, de la dominance hémisphérique des structures visuelles cérébrales du lapin, après administration de LSD,, d'amphétamine et de pentobarbital.

### North Princeton Developmental Center
À partir de 1975 l'institution, sous l'égide des services sociaux de l'État du New Jersey, prend le nom de North Princeton Developmental Center et ne traite plus que quelques troubles neurologiques comme les troubles du développement ou la paralysie cérébrale. L'État du New Jersey ferme l'établissement en 1995. Les tout derniers patients sont placés dans d'autres établissements en 1998. Au début des années 2000 le New Jersey Developmental Disabilities Council et l'Epilepsy Foundation of New Jersey projettent de rénover la maison Mapplewood pour en faire un centre de recherche sur l'histoire des institutions psychiatriques aux États-Unis et sur l'évolution du regard de la société à l'égard des personnes handicapées. Le projet ne voit pas le jour.

### Skillman Park

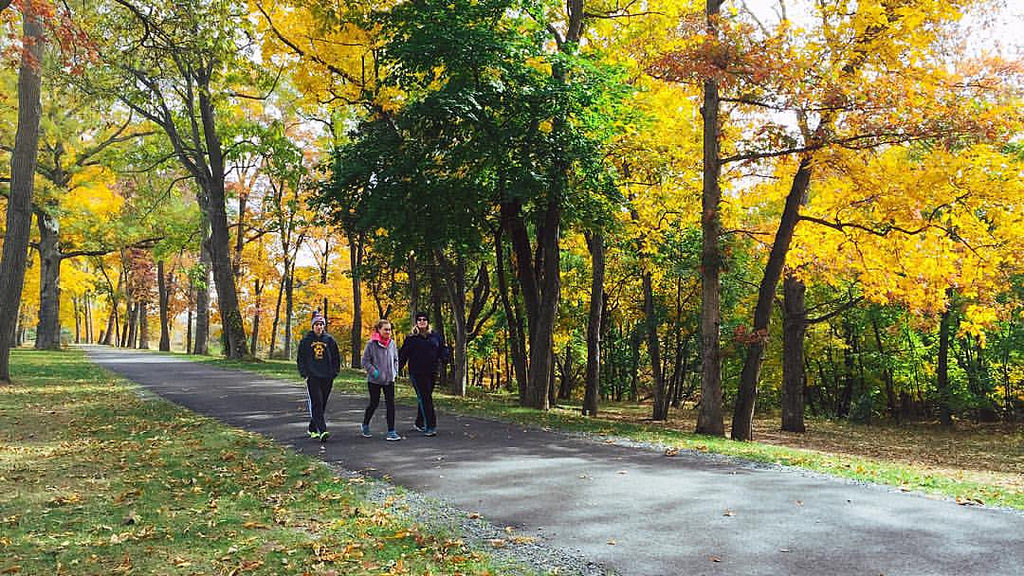
Skillman Park

Le 23 janvier 2007, le township de Montgomery achète la propriété de 256 acres (100 hectares) sur laquelle réside le North Princeton Developmental Center à Skillman pour un montant de 5,95 millions de dollars. Le comté a l'intention de démolir ou de rénover les structures existantes et de les remplacer par un grand centre-ville avec des établissements de soins, des magasins, des logements pour les personnes âgées et des parcs. De nombreuses difficultés surgissent avec le nettoyage du site. Beaucoup de matières dangereuses sont toujours présentes, ce qui rend la propriété inhabitable. La plupart de ces contaminants sont liés à l'utilisation de systèmes de chauffage au pétrole et au charbon ainsi qu'à la centrale électrique utilisés par l'établissement avant sa fermeture. La présence de grandes quantités d'amiante dans les bâtiments rend la restauration encore plus difficile et onéreuse. Beaucoup de précautions sont prises dans la progression du projet car l'école élémentaire du Village est entourée par la propriété. Le township de Montgomery décide de poursuivre l'État du New Jersey en citant la Loi fédérale sur la conservation et la récupération des ressources (Federal Resource Conservation and Recovery Act) ainsi que la Loi sur les droits environnementaux (Environmental Rights Act).
Le township de Montgomery vend le terrain au comté de Somerset en 2011. Le comté assume la préservation de la zone de loisir et son entretien. La démolition de l'ancien Skillman Village est achevée en 2012, un ou deux bâtiments d'origine étant conservés. Le Skillman Park, activité récréative du Somerset County Parks System, occupe la plus grande partie du terrain et comprend un parcours en circuit fermé polyvalent pavé de 2,2 milles construit en 2014-2015. Le parc est désormais ouvert au public.